# Софія Вайгль
Софія Ольга Вільгельміна Вайгль (пол. Zofia Olga Wilhelmina Weigl; до шлюбу Куликовська (пол. Kulikowska); біля 1885—1940) — польська біологиня, співпрацювала з Рудольфом Вайглем над розробкою вакцини проти тифу.

## Життєпис
Народилася в родині адвоката Віктора та Марти Куликовських. Мала трьох сестер: Ванду (пол. Wanda), Гелену (пол. Helena) та Стефанію (пол. Stefania). Склала екзамен на закінчення середньої школи у жіночій гімназії у Львові. Закінчила Львівський університет. У середині 1912 року Шкільна рада призначила її вчителькою в чотирикласному народному училищі села Лошнів. Здобула докторський ступінь з біології, потім стала доценткою.
Почала наукову співпрацю з Рудольфом Вайглем, одружилася з ним у 1921 році. Софія Вайгль стала його найближчою співробітницею в заснованому ним Інституті досліджень висипного тифу та вірусів. Як і інші члени родини Вейгль, стала однією з перших годівниць вошей (джерел крові для вошей, заражених тифом, які використовувалися для дослідження можливих вакцин проти хвороби).
Була головою Львівського відділення Будинку дам.
Народила сина Віктора (одна з двох його дочок — психологиня Крістіна Вайгль-Альберт, Krystyna Weigl-Albert). Сім'я жила у будинку родини Куликовських на вулиці Вагилевича, 4 у Львові.

## Нагороди
- Лицарський хрест Ордена Відродження Польщі (9 листопада 1931)[10][11]